# Megabyzos II.
Megabyzos (altpersisch Baghabuxša, altgriechisch Μεγάβυζος; * um 516 v. Chr.; † um 440 v. Chr.), Sohn des Zopyros, war ein persischer Adliger und Feldherr im Großreich der Achämeniden.

## Leben
Nach Ktesias nahm Megabyzos im Jahr 484 v. Chr. das rebellierende Babylon ein, das sich nach dem Herrschaftsantritt des Xerxes I. vom persischen Reich lossagen wollte. Diese Episode und die List, mit der er die Stadt eingenommen haben soll, hatte Ktesias allerdings aus der Überlieferung des Herodot übernommen, von dem sie wiederum dem Zopyros in einem anderen zeitlichen Kontext zugeschrieben wurde.
Megabyzos war mit der Prinzessin Amytis verheiratet, einer Tochter des Xerxes I., und begleitete seinen Schwiegervater als Befehlshaber eines eigenen Heeresverbandes auf den Griechenlandfeldzug. Dabei verweigerte er 479 v. Chr. den königlichen Befehl, das Apollonheiligtum von Delphi zu zerstören. Im Anschluss an den Feldzug wurde Megabyzos zum Statthalter (Satrap) von Syrien ernannt. Bei seinem Schwiegervater musste er zudem um Unterstützung zur Bewältigung seiner Ehekrise ersuchen, denn Amytis stand im Ruf, ein reges außereheliches Sexualleben zu führen. Nach einer Ermahnung des Großkönigs musste sie Besonnenheit geloben. Nach dem gewaltsamen Tod des Xerxes I. 465 v. Chr. versuchte dessen Mörder, Artabanos, auch gegen den neuen Großkönig, Artaxerxes I., ein Komplott zu schmieden, und spannte dazu Megabyzos ein. Der aber verriet die Verschwörung rechtzeitig, worauf Artabanos sein Ende fand.
Nach dem Machtantritt des Artaxerxes I. brachen in peripheren Teilen des Perserreiches Aufstände aus. In Ägypten revoltierte das Volk unter Inaros, unterstützt durch griechische Söldner aus Athen, wobei Prinz Achaimenes, Statthalter des Landes und Bruder des neuen Großkönigs, getötet wurde. Erst 456 v. Chr. wurde Megabyzos zusammen mit Artabazos nach Ägypten gesandt, um die Revolte niederzuschlagen. Mit einem großen Heer entsetzte er erfolgreich Memphis, das all die Jahre über einer Belagerung des Inaros standgehalten hatte. Nach Thukydides flohen die Aufständischen darauf auf die Insel Prosopitis im Nildelta, wo Megabyzos sie die folgenden eineinhalb Jahre belagerte, bis er im Frühjahr 454 v. Chr. den blockierenden Nilarm umleiten ließ und so mit seinem Heer die Insel angreifen und die letzten Rebellen besiegen konnte. Nach Ktesias hingegen waren die Rebellen in die Stadt Byblos geflohen, wo sie schließlich endgültig besiegt werden konnten. Megabyzos nahm Inaros gefangen, gab diesem aber sein Wort, sein Leben zu schonen. Fünf Jahre später aber übte die Königinmutter Amestris Vergeltung für ihren getöteten Sohn und erwirkte die Kreuzigung des Inaros, was zu einer Entfremdung des Megabyzos zum königlichen Hof führte. In den Jahren 449/448 v. Chr. führte er erneut in Kooperation mit Artabazos den Krieg gegen Athen weiter und brachte dabei Zypern unter persische Kontrolle. Seine anschließenden diplomatischen Anstrengungen führten zum so genannten Kalliasfrieden mit Athen.
In den folgenden Jahren führte Megabyzos einen Privatkrieg gegen Großkönig Artaxerxes I., siegte dabei gegen zwei königliche Heere, worauf er vom Großkönig wieder in Gnade am königlichen Hof aufgenommen wurde. Dabei war Megabyzos der erste persische Heerführer, der sich bei seinem Aufstand griechischer Söldner bediente, eine Praxis, die im weiteren geschichtlichen Verlauf des Perserreichs Schule machte. Trotz der Versöhnung kam es bald zum erneuten Zerwürfnis, als Megabyzos bei einer Jagd dem König das Leben rettete, indem er den Löwen, der den König bedrohte, mit seinem Speer tötete. Trotz seines Einsatzes zog sich Megabyzos damit erneut den Zorn des Königs auf sich, da diesem der erste Speerwurf auf einer Jagd zustand. Er entging der vom König geforderten Enthauptung nur durch die Fürsprache seiner Frau und Schwiegermutter, wurde aber in eine Stadt am persischen Golf verbannt. Erst fünf Jahre später konnte er an den Hof zurückkehren und starb wenig später im Alter von sechsundsiebzig Jahren.
Megabyzos hatte zwei Söhne, Zopyros und Artyphios.

## Weblink
- Jona Lendering: Megabyzus (2). In: Livius.org (englisch)